# Jerzy Waldemar Jarociński
Jerzy Waldemar Jarociński (ur. 10 stycznia 1893 w Łodzi, zm. 27 października 1970 w Paryżu) – pochodzący z Polski francuski krytyk sztuki.

## Życiorys
Urodził się w rodzinie fabrykanta Stanisława Jarocińskiego i Reginy Eugenii z domu Goldfeder, jako nastolatek został przez rodziców zapisany do szkoły w Warszawie, gdzie nauczył się biegle pięciu języków. Mając siedemnaście lat napisał tomik wierszy o tematyce patriotycznej, i aby uniknąć aresztowania opuścił w 1911 Cesarstwo Rosyjskie wyjeżdżając do Paryża, gdzie mieszkał Jean Finot, który był krewnym ze strony matki. Jerzy Jarociński studiował nauki humanistyczne na Sorbonie, w 1912 zadebiutował jako dziennikarz w czasopiśmie „Paris Journal”. W 1914 zaciągnął się ochotniczo do armii francuskiej, co przyspieszyło nadanie mu obywatelstwa francuskiego. Od tego czasu posługiwał się imieniem i nazwiskiem Waldemar George, które dla Francuzów było rzekomo łatwiejsze do wymówienia. Poślubił Claude Lavalley, córkę francuskiego malarza Louisa Lavalleya. Od 1917 do 1922 współpracował z czasopismami pacyfistycznymi, które wspierały rewolucję październikową i popierały ideę dostępu do studiów wyższych dla wszystkich ludzi. Już w tym okresie był znany jako krytyk publikujący felietony dotyczące sztuki francuskiej i niemieckiej. Podczas promowania sztuki współczesnej zwanej niezależną negatywnie ocenił twórczość Pabla Picassa oceniając ją jako prymitywną. Uznawany jest za odkrywcę malarstwa Chaima Soutine, jednego z najwybitniejszych impresjonistów należących do École de Paris. Spopularyzował również kubistyczne obrazy pochodzącego z Węgier Josepha Csaky, a także twórczość Henriego Epsteina, Szymona Mondszajna, Emmanuela Mané-Katza, Oscara Miestchaninoffa oraz rzeźbiarstwo Jacques’a Lipchitza. Wiele razy pisał o twórczości Louisa Marcoussisa i jego żony Alicji Halickiej, z którymi się przyjaźnił. Mieszkając w Paryżu pisał felietony do wielu polskich czasopism, był korespondentem „Wiadomości Literackich”. W 1920 został redaktorem naczelnym wpływowego francuskiego miesięcznika „L’Amour de l’Art”. W 1922 powierzono mu funkcję sekretarza organizowanej w paryskim Musée Crillon wystawy Jeune Pologne (Młoda Polska). Po 1945 otrzymał stanowisko redaktora naczelnego czasopisma „Art et Industrie”, a od 1956 do 1959 „Prisme des Arts”, pisał do obu tych wydawnictw. Redaktor naukowy „Encyclopédie de l'art international contemporain” w 1958. Zmarł nagle na atak serca w Paryżu, zgodnie ze swoją wolą spoczął na cmentarzu w Saint-Martin-des-Champs w Normandii.
Jako krytyk był wielkim autorytetem zarówno we Francji, jak i w Niemczech, przyjaźnił się z wieloma wybitnymi osobowościami kultury i sztuki. Był autorem i współautorem ponad stu książek oraz wielu artykułów, felietonów i opinii. Tworzył korzystając z bogatej wiedzy, erudycji oraz wszechstronnego talentu, co pozwalało mu wypowiadać się w wielu dziedzinach. Odkrył i wypromował licznych młodych artystów, którzy przybyli do Francji aby tworzyć.